# Школа української мови та культури
Школа української мови та культури (ШУМК) — це школа Українського Католицького Університету, яка була заснована у 2002 році у Львові. Мета школи: сприяти вивченню української мови за кордоном, заохочувати міжнародному культурному обміну та відносинам.
Школа української мови та культури була заснована у 2002 році як літня програма вивчення українознавства для студентів з Канади. З часу заснування програми кількість учасників зростає з 20 до 200 студентів щороку. Зараз школа пропонує дванадцять курсів і програм української мови, та є найбільшою українською школою для іноземців в Україні. За 13 років у Школі навчалося майже 750 студентів з-понад 21 країни світу. Більшість студентів приїжджають із Сполучених Штатів Америки, Канади, Англії та Німеччини, а інші — з Австралії, Південної Америки, Європи, Азії та Африки.